# Sheldon Gang
Die Sheldon Gang war eine Bande von Alkoholschmugglern während der Frühphase der US-amerikanischen Alkoholprohibition im Chicago der 1920er Jahre.
Bekannt waren ihre Auseinandersetzungen mit den konkurrierenden Saltis-McErlane Gang und den Southside O’Donnell Brothers. Mitglied Danny Stanton wurde auf der ursprünglichen Liste öffentlicher Feinde der Chicago Crime Commission vom 24. April 1930 an 19. Stelle geführt.

## Geschichte
Die Bande wurde von Ralph Sheldon ins Leben gerufen worden, kaum das die Prohibition auf Alkohol Ende 1919 in Kraft trat. Er selbst war eigentlich Mitglied der Ragen’s Colts. Seine Bande wurden zum Hauptlieferanten von Alkohol im Südwesten von Chicago. 1923 begann die gewaltsame Auseinandersetzung mit anderen Banden um Marktanteile im illegalen Geschäft.
Bis dahin hatte ein unsicherer Frieden zwischen den Gruppen; insbesondere der Konflikt mit den Southside O’Donnell Brothers eskalierte, nach dem deren Anführer Edward O’Donnell durch Frank McErlane von der Saltis-McErlane Gang den am 25. September 1925 nach einem Drive-by-Shooting schwer verletzt wurde und die Stadt verließ.
Eigentlich war die Saltis-McErlane Gang mit den Sheldon verbündet, aber nach ihrem Erfolg gingen die nun auch gegen diese vor. Die Bande verlor im April 1926 mit Frank DeLaurentis und John Tucillo zwei ihrer wichtigsten Distributoren.
Am 6. August 1926 wurde Bandenmitglied John „Mitters“ Foley von Frank Koncil getötet, da Foley sich auf das Gebiet der Saltis-McErlane Gang vorgewagt hatte.
Im Gesamtzusammenhang agierten jedoch alle im großen Verbund mit dem Chicago Outfit, welches selbst im Konflikt mit der North Side Gang stand. Am 20. Oktober organisierten John „Dingbat“ O’Berta und Joe Saltis ein Treffen im Sherman Hotel; neben den beiden nahmen Al Capone, George „Bugs“ Moran, Vincent „The Schemer“ Drucci, Jake „Greasy Thumb“ Guzik, Ralph Sheldon, William Skidmore, Maxie Eisen, Myles O’Donnell, Jack Zuta und Christian P. „Barney“ Bertsche teil. Es wurde zunächst ein allgemeiner Waffenstillstand für alle bestehenden Feindseligkeiten beschlossen. Es wurden erneut Territorien abgesteckt; vorübergehend herrschte Frieden zwischen den Banden.
Allerdings wurde bereits am 30. Dezember 1926 Mitglied Hillory Clements von der Saltis-McErlane Gang umgebracht. Als Vergeltung tötete die Sheldon Gang dann am 11. März Charlie Hubacek und Frank Koncil. Joe Saltis zog es daraufhin vor, sich Al Capone direkt unterzuordnen, wodurch dieser einen hohen Anteil der Gewinne der Bande erhielt.
Auch die Shelton Gang geriet Ende der Prohibition 1932 in den Sog der La Cosa Nostra; spätestens als Lucky Luciano und Meyer Lansky das National Crime Syndicate ins Leben riefen, wurde die Bande daraufhin – ohnehin mit dem Outfit assoziiert – praktisch absorbiert wie andere Banden auch. Danny Stanton wurde zum Beispiel zum Anführer über Personen, die ursprünglich Mitglieder der Ragen’s Colts waren.
Als spektakulärste Aktion der Bande in den 1930er Jahren wurde lediglich das Werfen einer Bombe aus einem Flugzeug auf einen Eisladen in Creve Coeur in Illinois bekannt.

## Mitglieder
- Hillory Clements († 30. Dezember 1926)
- Frank DeLaurentis
- John „Mitters“ Foley († 6. August 1926)
- Ralph Sheldon
- Danny Stanton († 1943)
- John Tucillo